# Чиканя
Чика̀ня (на италиански и на лигурски: Cicagna) е малко градче и община в Северна Италия, провинция Генуа, регион Лигурия. Разположено е на 88 m надморска височина. Населението на общината е 2558 души (към 2011 г.).